# 스모토정
스모토정(일본어: 栖本町)은 일본 구마모토현 아마쿠사군에 있던 정이다. 합병 이전에는 아마쿠사군에서 가장 인구가 적은 자치단체였다.
2006년 3월 27일에, 혼도시·우시부카시, 아마쿠사군 고쇼우라정·구라타케정·아리아케정·신와정·이쓰와정·아마쿠사정, 가와우라정과 합병해 아마쿠사시가 되었다.

## 지리
아마쿠사 가미시마의 남서쪽에 위치하고 있다.

## 역사
- 1889년 4월 1일 - 정촌제 시행에 수반해 아마쿠사군 스모토촌이 성립하였다.
- 1901년 4월 1일 - 아마쿠사군 스모토촌, 가바타촌이 합병해, 스모토촌이 성립하였다.
- 1962년 9월 1일 - 정으로 승격해 스모토정이 되었다.
- 2006년 3월 27일 - 혼도시·우시부카시, 아마쿠사군 고쇼우라정·구라타케정·아리아케정·신와정·이쓰와정·아마쿠사정, 가와우라정과 합병해 아마쿠사시가 되었다.

## 교통

### 도로
- 국도 266호선

## 참고 문헌
- 角川日本地名大辞典編纂委員会, 『角川日本地名大辞典 43 熊本県』1987, 角川書店